# Karkliniai
Karkliniai ist ein Dorf in der Rajongemeinde Vilkaviškis im Südwesten Litauens. In Karkliniai gibt es ein Haus der Kultur, ein Gemeindehaus, eine Bibliothek, eine medizinische Klinik und die Feuerwehr. Am westlichen Dorfrand fließt der Fluss Rausvė. 

## Geschichte
1623 wurde Karkliniai im Metrikationsbuch der Gemeinde Lankeliškiai erwähnt. 1927 wurde eine  Schule der Landwirtschaft eingerichtet. 